# Manuel Moreno Torres
Manuel Moreno Torres (22 de febrero de 1912, Matehuala, San Luis Potosí, México - 22 de mayo de 1980, Ciudad de México, México), ingeniero mexicano egresado del Instituto Politécnico Nacional, con desarrollo profesional enfocado a las obras públicas.
Manuel Moreno Torres se tituló de ingeniero mecánico electricista en la Escuela Superior de Ingeniería Mecánica y Eléctrica (ESIME).
Fue esposo de María Cristina González de Moreno y padre de María de los Ángeles Moreno González.
Siendo director general de Obras Públicas del Departamento del Distrito Federal fue responsable de la construcción de 45 mercados en la Ciudad de México, siendo los más importantes el de la Lagunilla y el de la Merced; y de la construcción de la Ciudad Deportiva Magdalena Mixiuhca.
En 1958 por invitación del presidente Adolfo López Mateos, fue nombrado director general de la Comisión Federal de Electricidad y durante su cargo se desarrolló la hidroeléctrica el Infiernillo.
Durante el sexenio de José López Portillo fue nombrado subdirector general de la Comisión Federal de Electricidad, en esa época destaca la creación de la central hidroeléctrica de Chicoasén.

## Biografía
Egresado del Instituto Politécnico Nacional como ingeniero mecánico electricista, se desempeñó en la Dirección General de Obras Públicas del Distrito Federal; cristalizándose durante su gestión obras como el proyecto del Paseo de la Reforma, la construcción de la Calzada de la Villa de Guadalupe, la construcción del viaducto sobre el Río Piedad, la introducción del servicio de trolebuses de la Ciudad de México, el proyecto de planeación urbana de la Ciudad de México, el programa de mercados públicos del D. F., destacando la construcción del los mercados La Merced y La Lagunilla; fue también en su gestión que se construyó el Reclusorio Oriente y la Unidad Deportiva de Magdalena Mixiuhca; fue nombrado presidente del Patronato del Obras de IPN, periodo en el cual se construyeron sus actuales instalaciones de Zacatenco.
En 1958 es electo diputado federal y, estando en el cargo, solicita licencia para atender una invitación del presidente de la República Lic. Adolfo López Mateos como director general de la Comisión Federal de Electricidad, fue al frente de esta dependencia que participó en el proceso de nacionalización de la industria eléctrica.
Entre muchas otras obras, durante su cargo se construyeron tres plantas geotérmicas, revolucionando con este hecho los métodos de generación de energía en el país, la planta de Cerro Prieto en Mexicali es una de ellas ; también se construyeron ocho plantas termoeléctricas, entre las cuales está la de Rosarito, en el estado de Baja California, México.
Asimismo se construyeron doce presas hidroeléctricas, que en su época contribuyeron con más de la mitad de la capacidad hidroeléctrica instalada en el país, destacando las de Infiernillo, La Angostura, Malpaso, Peñitas y Chicoasen.
Esta última obra, en su honor, lleva su nombre y también en esa central hidroeléctrica, como homenaje póstumo, fue ordenada la construcción del monumento al trabajador electricista cuya altura alcanza los 28 metros.
La escuela secundaria técnica número 36 lleva su nombre, esta tiene dos talleres enfocados a la electricidad.
Además, el auditorio número 2 del centro cultural “Jaime Torres Bodet” perteneciente al Instituto Politécnico Nacional lleva su nombre.